# Elezioni europee del 2024 in Italia
Le elezioni europee del 2024 in Italia si sono tenute sabato 8 e domenica 9 giugno per eleggere i 76 membri del Parlamento europeo spettanti all'Italia. Si è votato dalle ore 15 alle 23 di sabato e dalle 7 alle 23 di domenica, in concomitanza con le elezioni regionali del Piemonte e le elezioni amministrative in 3 715 comuni.
La lista di Fratelli d'Italia, del gruppo ECR, è arrivata prima con il 28,76% dei voti e 24 seggi, davanti al Partito Democratico, del gruppo S&D, con il 24,11% dei voti e 21 seggi. Con il 49,68% di partecipazione sono state le elezioni europee in Italia con la più bassa affluenza mai registrata.

## Contesto
Alle precedenti elezioni europee, la Lega era arrivata prima con il 34,3% dei voti e 29 seggi, seguita dal Partito Democratico con il 22,7% e 19 seggi. Alle elezioni politiche del 2022, Fratelli d'Italia è arrivato primo con il 25,98% dei voti alla Camera, all'interno della coalizione di centro-destra, seguito dal Partito Democratico con il 19,04%, all'interno della coalizione di centro-sinistra.
Le elezioni si sono tenute in concomitanza con le elezioni amministrative in più di della metà dei comuni. La maggior parte di questi si trovano nel Centro e nel Nord Italia e alle elezioni tendono a votare di più della media nazionale. Alle elezioni politiche del 2022 Fratelli d'Italia, Partito Democratico e Lega hanno ottenuto in questi comuni una percentuale più alta del dato nazionale, mentre il M5S ha ottenuto una percentuale di voti più bassa.

## Sistema elettorale

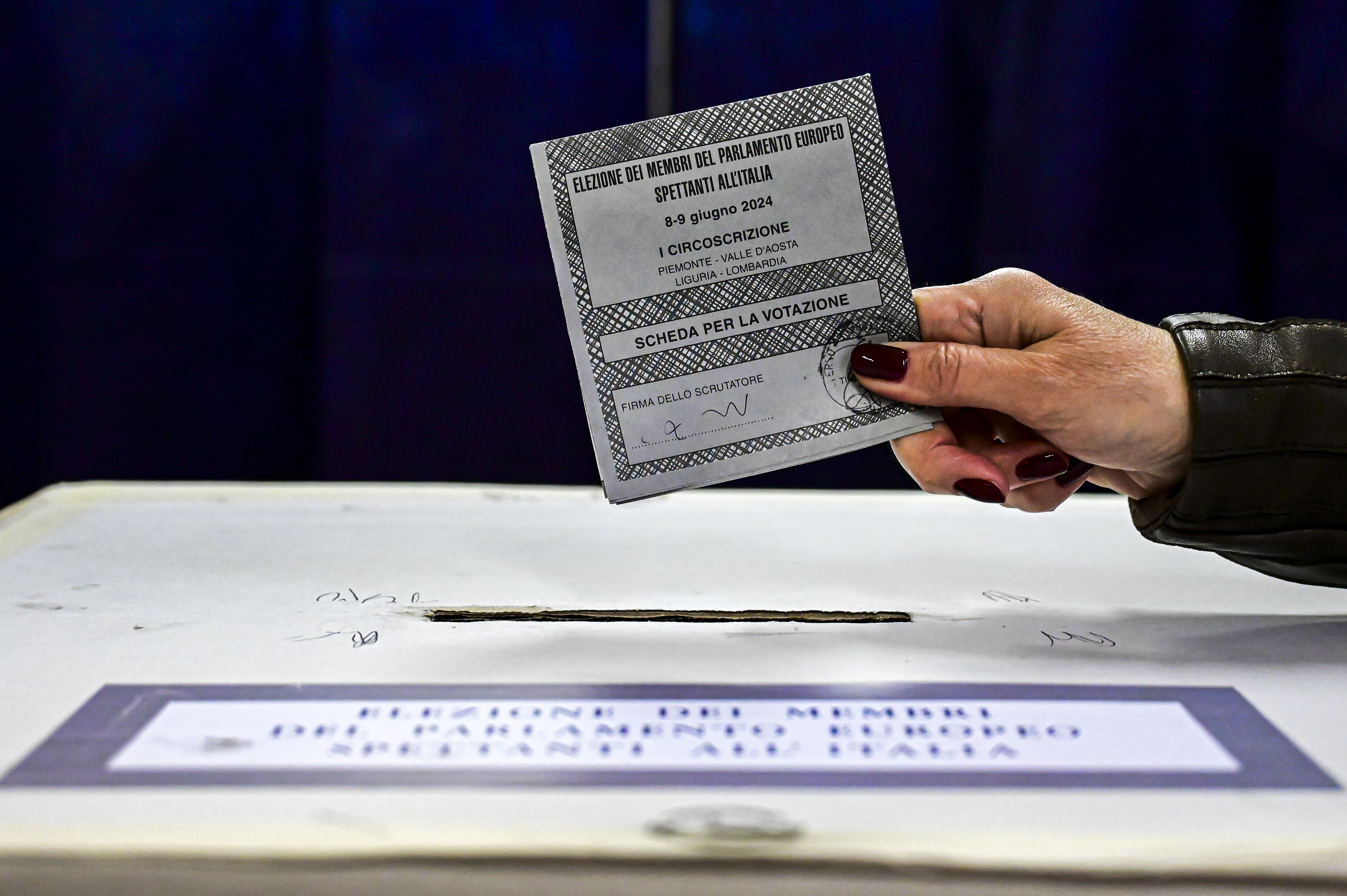
Scheda per la votazione nella I Circoscrizione

Il sistema elettorale impiegato di tipo proporzionale è regolato dalla legge elettorale italiana per il Parlamento europeo del 1979, modificata nel 2009 con l'introduzione della soglia di sbarramento e nel 2014 per quanto riguarda i voti di preferenza. L'intero territorio nazionale costituisce un collegio unico ripartito in cinque circoscrizioni plurinominali, a ognuna delle quali è assegnato un numero variabile di seggi, almeno in via teorica proporzionale alla popolazione risultante dell'ultimo censimento generale del 2011.
I seggi sono dapprima ripartiti tra le liste nell'ambito del collegio unico nazionale sulla base della somma dei voti da esse raccolti nelle circoscrizioni. Accedono al riparto le sole liste che abbiano ottenuto almeno il 4% dei voti validi a livello nazionale. In deroga a tale soglia le liste delle minoranze linguistiche possono collegarsi a un'altra lista di orizzonte nazionale e in tal caso la lista della minoranza linguistica somma i propri voti a quelli della lista nazionale, ottenendo un seggio qualora un suo candidato ottenga almeno 50 000 suffragi. La ripartizione dei seggi fra le liste avviene con il metodo Hare-Niemeyer dei quozienti naturali e dei più alti resti. Determinato il numero di seggi spettanti a ogni lista, gli stessi vengono suddivisi fra le singole circoscrizioni con lo stesso principio proporzionale corretto facendo riferimento alla legge elettorale della Camera dei deputati.
La legge prevede la possibilità di esprimere il voto di preferenza. Infatti ogni elettore può indicare fino a tre candidati della lista circoscrizionale votata. Per rafforzare la rappresentanza di genere la seconda e la terza preferenza sono annullate qualora l'elettore indichi tre candidati dello stesso sesso.

### Voto dall'estero
Non essendo previsto il voto per corrispondenza, i cittadini italiani residenti all'estero possono partecipare alle elezioni del parlamento europeo con tre modalità alternative:
1. recandosi in Italia presso il comune in cui hanno l'iscrizione all'AIRE;
2. recandosi presso il consolato italiano di competenza: in questo caso viene consegnata all'elettore la scheda di una delle cinque circoscrizioni elettorali;
3. scegliendo di votare la scheda nazionale del paese europeo in cui si trovano (in tal caso devono formalizzare la richiesta per essere inclusi nell'elenco del comune estero di residenza).

La possibilità di votare presso il consolato italiano di competenza è estesa anche agli elettori italiani temporaneamente all'estero in altri Paesi UE per motivi di lavoro o di studio e ai loro familiari conviventi che ne facciano richiesta entro il 21 marzo 2024.

### Voto per gli studenti fuori sede
Con la legge 25 marzo 2024 n. 38 di conversione del decreto-legge 29 gennaio 2024 n. 7, per la prima volta, in via sperimentale, è stata introdotta una norma per l'esercizio del diritto di voto fuori sede per gli studenti che si trovino in un comune di una regione diversa da quella del comune di iscrizione elettorale, purché per un periodo di almeno tre mesi e ne abbiano fatto richiesta entro il 5 maggio 2024. Tale voto, secondo la legge, viene esercitato:
1. nelle sezioni ordinarie del comune di temporaneo domicilio, se esso è ubicato nella medesima circoscrizione elettorale del comune di residenza;
2. in apposite sezioni speciali istituite nel capoluogo della regione alla quale appartiene il comune di temporaneo domicilio, se esso è ubicato in una circoscrizione elettorale diversa da quella a cui appartiene il comune di residenza.

In ogni caso, quindi, gli studenti fuori sede hanno votato per la propria circoscrizione elettorale di origine.

### Circoscrizioni

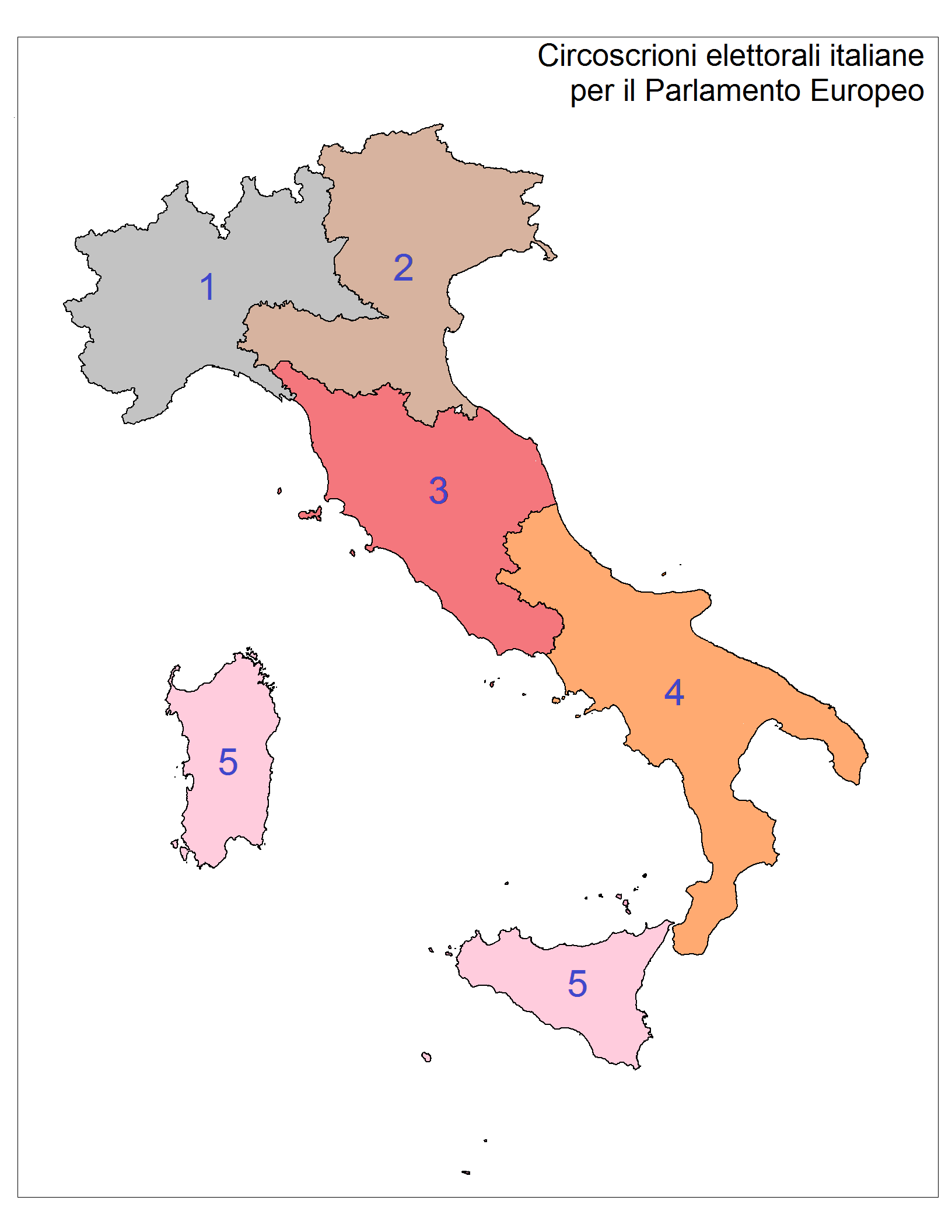
Le circoscrizioni italiane per le elezioni europee

Il territorio nazionale è suddiviso in cinque circoscrizioni plurinominali così ripartite:
| Circoscrizione (Regioni) | Circoscrizione (Regioni)                                                                   | Scheda elettorale | Seggi assegnati |
| ------------------------ | ------------------------------------------------------------------------------------------ | ----------------- | --------------- |
| I                        | Italia nord-occidentale (Valle d'Aosta, Piemonte, Liguria, Lombardia)                      | Grigia            | 20              |
| II                       | Italia nord-orientale (Trentino-Alto Adige, Veneto, Friuli-Venezia Giulia, Emilia-Romagna) | Marrone           | 15              |
| III                      | Italia centrale (Toscana, Umbria, Marche, Lazio)                                           | Rossa             | 15              |
| IV                       | Italia meridionale (Abruzzo, Molise, Campania, Puglia, Basilicata, Calabria)               | Arancione         | 18              |
| V                        | Italia insulare (Sicilia, Sardegna)                                                        | Rosa              | 8               |

## Delegazioni presenti nel Parlamento europeo prima del voto
Fino alle elezioni del 6-9 giugno erano presenti al Parlamento europeo le seguenti delegazioni italiane:
| Gruppo politico al Parlamento europeo | Gruppo politico al Parlamento europeo                  | Seggi   | Delegazioni              | Seggi |
| ------------------------------------- | ------------------------------------------------------ | ------- | ------------------------ | ----- |
|                                       | Identità e Democrazia                                  | 23 / 76 | Lega per Salvini Premier | 23    |
|                                       | Alleanza Progressista dei Socialisti e dei Democratici | 15 / 76 | Partito Democratico      | 14    |
| Indipendenti                          | Alleanza Progressista dei Socialisti e dei Democratici | 15 / 76 | 1                        |       |
|                                       | Gruppo del Partito Popolare Europeo                    | 12 / 76 | Forza Italia             | 10    |
| Südtiroler Volkspartei                | Gruppo del Partito Popolare Europeo                    | 12 / 76 | 1                        |       |
| Indipendenti                          | Gruppo del Partito Popolare Europeo                    | 12 / 76 | 1                        |       |
|                                       | Gruppo dei Conservatori e dei Riformisti Europei       | 10 / 76 | Fratelli d'Italia        | 10    |
|                                       | Non iscritti                                           | 9 / 76  | Movimento 5 Stelle       | 5     |
| Democrazia Cristiana                  | Non iscritti                                           | 9 / 76  | 1                        |       |
| Partito Democratico                   | Non iscritti                                           | 9 / 76  | 1                        |       |
| Alleanza Verdi e Sinistra             | Non iscritti                                           | 9 / 76  | 1                        |       |
| Indipendenti                          | Non iscritti                                           | 9 / 76  | 1                        |       |
|                                       | Renew Europe                                           | 4 / 76  | Azione                   | 2     |
| Italia Viva                           | Renew Europe                                           | 4 / 76  | 1                        |       |
| Indipendenti                          | Renew Europe                                           | 4 / 76  | 1                        |       |
|                                       | I Verdi/Alleanza Libera Europea                        | 3 / 76  | Indipendenti             | 3     |

## Liste e candidati

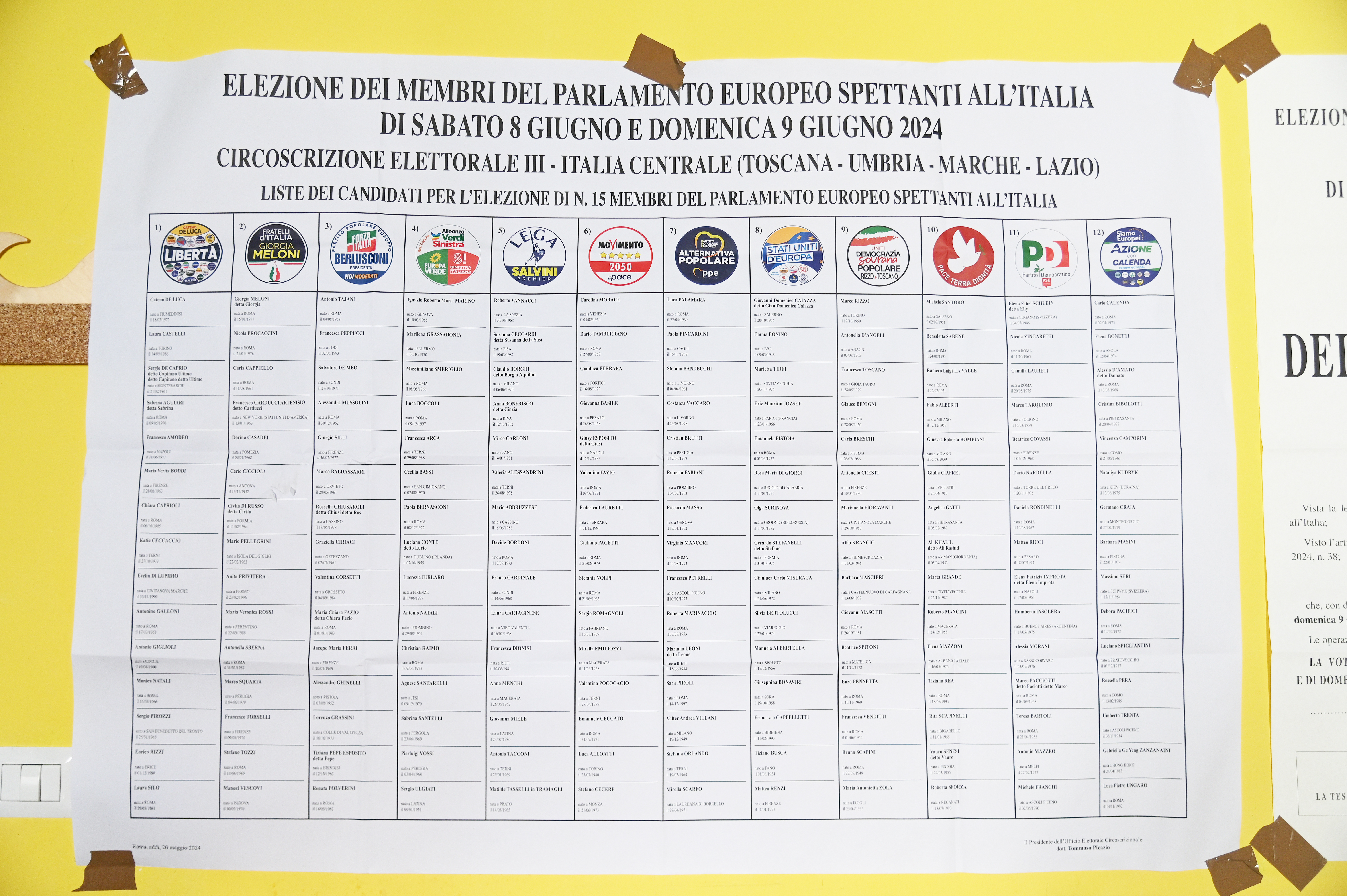
Liste elettorali nella III Circoscrizione

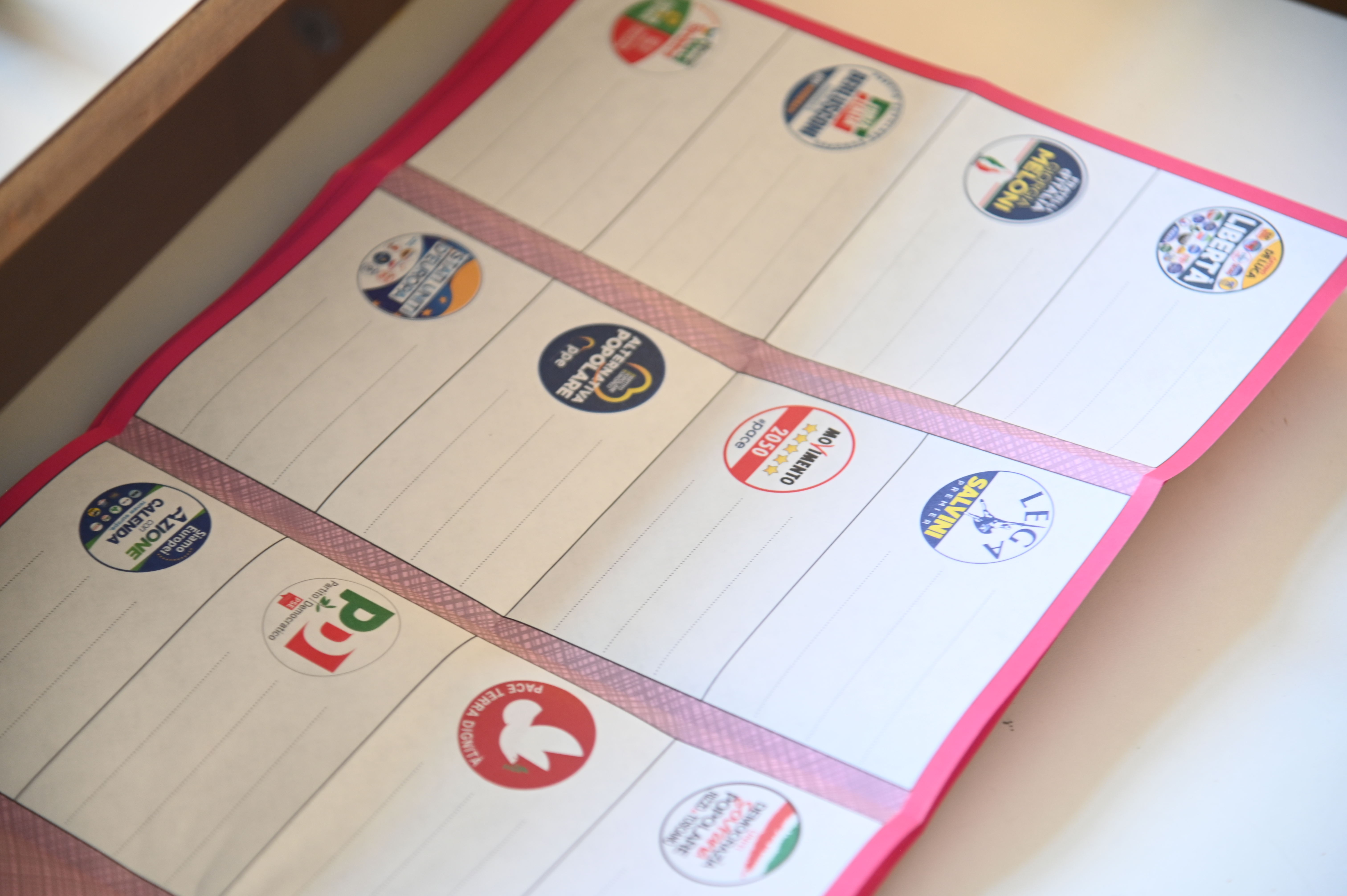
Scheda con i simboli delle liste

Le liste dei partiti e dei movimenti che hanno concorso alle elezioni europee sono state presentate il 21 e 22 aprile 2024 presso il Ministero dell’interno. Sono stati depositati 42 contrassegni di cui 34 ammessi. Le liste dei candidati sono stati depositati il 30 aprile 2024 e il 1º maggio 2024 presso le cancellerie delle Corti d’appello dei capoluoghi di circoscrizione.
Sono state ammesse quindici liste, quattro delle quali (Democrazia Sovrana Popolare, Partito Animalista Italiano - Italexit per l'Italia, Rassemblement Valdôtain e Südtiroler Volkspartei) hanno presentato i propri candidati solo in alcune circoscrizioni.

### Liste
| Lista | Lista | Partito politico europeo | Gruppo politico europeo prima del voto | Seggi elezioni 2019 | Seggi prima del voto |
| ----- | --- | ------------------------ | -------------------------------------- | ------------------- | -------------------- |
|       | Lega Salvini Premier (LSP) Comprende membri di UdC, DLI e IdM Sostenuta anche da PLI e SP                                                    | ID PPE                   | ID                                     | 29 / 76             | 23 / 76              |
|       | Partito Democratico (PD) Comprende membri di Volt Italia, DemoS e PPC                                                                        | PSE Volt                 | S&D                                    | 19 / 76             | 14 / 76              |
| NI    | Partito Democratico (PD) Comprende membri di Volt Italia, DemoS e PPC                                                                        | PSE Volt                 | 1 / 76                                 | 19 / 76             |                      |
|       | Forza Italia - Noi Moderati (FI-NM) Comprende membri di SF e RS Sostenuta anche da PRT, CI, MpA e DC                                         | PPE                      | PPE                                    | 7 / 76              | 11 / 76              |
|       | Fratelli d'Italia (FdI) Comprende membri di Rinascimento Sostenuta anche da DCR e NPSI                                                       | ECR                      | ECR                                    | 6 / 76              | 10 / 76              |
|       | Movimento 5 Stelle (M5S) Lista sostenuta anche da AD-GA                                                                                      | Nessuno                  | NI                                     | 14 / 76             | 5 / 76               |
|       | Alleanza Verdi e Sinistra (AVS) Comprende membri di EV, SI, VGV, Adu Vda, PdS e RC                                                           | PVE SE/OIP               | Verdi/ALE                              | Non presente        | 1 / 76               |
| NI    | Alleanza Verdi e Sinistra (AVS) Comprende membri di EV, SI, VGV, Adu Vda, PdS e RC                                                           | PVE SE/OIP               | 1 / 76                                 | Non presente        |                      |
|       | Azione - Siamo Europei (AZ-SE) Comprende membri di NOS, PER, PRI, MRE, ASL, DL, PCPR, Team K e RU Sostenuta anche da CasaAutonomia.eu e PSDI | ALDE                     | RE                                     | Non presente        | 2 / 76               |
|       | Pace Terra Dignità (PTD) Comprende membri di PRC, M24A-ET, MERA25 Italia e DdN Sostenuta anche da RS e M                                     | SE DiEM25                | Verdi/ALE                              | Non presente        | 1 / 76               |
|       | Südtiroler Volkspartei (SVP) Comprende membri di PATT e SSk Sostenuta anche da BARD e LC                                                     | PPE                      | PPE                                    | 1 / 76              | 1 / 76               |
|       | Stati Uniti d'Europa (SUE) Comprende membri di +E, IV, PSI, RI, LDE, IC'è e NdC Sostenuta anche da FCE e SD                                  | ALDE PDE PSE             | RE                                     | Non presente        | 1 / 76               |
|       | Alternativa Popolare (AP) | PPE                      | Nessuno                                | 0 / 76              | 0 / 76               |
|       | Partito Animalista Italiano - Italexit per l'Italia (PAI-IpI)                                                                                | APEU                     | Nessuno                                | 0 / 76              | 0 / 76               |
|       | Democrazia Sovrana Popolare (DSP) Comprende membri di PC e AISP                                                                              | Nessuno                  | Nessuno                                | Non presente        | 0 / 76               |
|       | Libertà (L) Comprende membri di ScN, PdF, Vita, GN, PV, PP+S, MpI, CM, PMI, NA&P, IL, FV, Sovranità, NAL, VN e SV Sostenuta anche dalla DC   | Nessuno                  | Nessuno                                | Non presente        | 0 / 76               |
|       | Rassemblement Valdôtain (RV) Comprende candidati del MPP                                                                                     | Nessuno                  | Nessuno                                | Non presente        | 0 / 76               |

### Capilista
| Lista | Lista                               | Circoscrizione     | Circoscrizione    | Circoscrizione        | Circoscrizione    | Circoscrizione    |
| Lista | Lista                               | Nord-occidentale   | Nord-orientale    | Centro                | Sud               | Isole             |
| ----- | ----------------------------------- | ------------------ | ----------------- | --------------------- | ----------------- | ----------------- |
|       | Lega Salvini Premier (LSP)          | Silvia Sardone     | Paolo Borchia     | Roberto Vannacci      | Roberto Vannacci  | Annalisa Tardino  |
|       | Partito Democratico (PD)            | Cecilia Strada     | Stefano Bonaccini | Elly Schlein          | Lucia Annunziata  | Elly Schlein      |
|       | Forza Italia - Noi Moderati (FI-NM) | Antonio Tajani     | Antonio Tajani    | Antonio Tajani        | Antonio Tajani    | Caterina Chinnici |
|       | Fratelli d'Italia (FdI)             | Giorgia Meloni     | Giorgia Meloni    | Giorgia Meloni        | Giorgia Meloni    | Giorgia Meloni    |
|       | Movimento 5 Stelle (M5S)            | Maria Angela Danzì | Sabrina Pignedoli | Carolina Morace       | Pasquale Tridico  | Giuseppe Antoci   |
|       | Alleanza Verdi e Sinistra (AVS)     | Ilaria Salis       | Cristina Guarda   | Ignazio Marino        | Mimmo Lucano      | Leoluca Orlando   |
|       | Azione - Siamo Europei (AZ-SE)      | Elena Bonetti      | Carlo Calenda     | Carlo Calenda         | Carlo Calenda     | Carlo Calenda     |
|       | Pace Terra Dignità (PTD)            | Michele Santoro    | Raniero La Valle  | Michele Santoro       | Michele Santoro   | Michele Santoro   |
|       | Stati Uniti d'Europa (SUE)          | Emma Bonino        | Graham Watson     | Gian Domenico Caiazza | Enzo Maraio       | Rita Bernardini   |
|       | Alternativa Popolare (AP)           | Stefano Bandecchi  | Stefano Bandecchi | Luca Palamara         | Stefano Bandecchi | Stefano Bandecchi |
|       | Libertà (L)                         | Cateno De Luca     | Cateno De Luca    | Cateno De Luca        | Cateno De Luca    | Cateno De Luca    |

### Candidature contestate
In seguito alle verifiche della Commissione parlamentare antimafia sulle liste presentate per le elezioni europee, il 28 maggio 2024 la presidente della commissione, Chiara Colosimo, ha annunciato che sette candidature risultavano in violazione del codice di autoregolamentazione per via di procedimenti giudiziari pregressi o in corso: la lista includeva tre candidati di Forza Italia - Noi Moderati, due di Fratelli d'Italia, una di Stati Uniti d'Europa e uno del Partito Democratico. Tuttavia, nessuno dei candidati coinvolti è stato escluso dalle elezioni, data la natura di carattere etico e non vincolante del Codice approvato dalla Commissione.
Tre dei candidati contestati, Marco Falcone (FI-NM), Giuseppe Milazzo e Alberico Gambino (FdI), sono infine risultati eletti al Parlamento europeo.

## Campagna elettorale

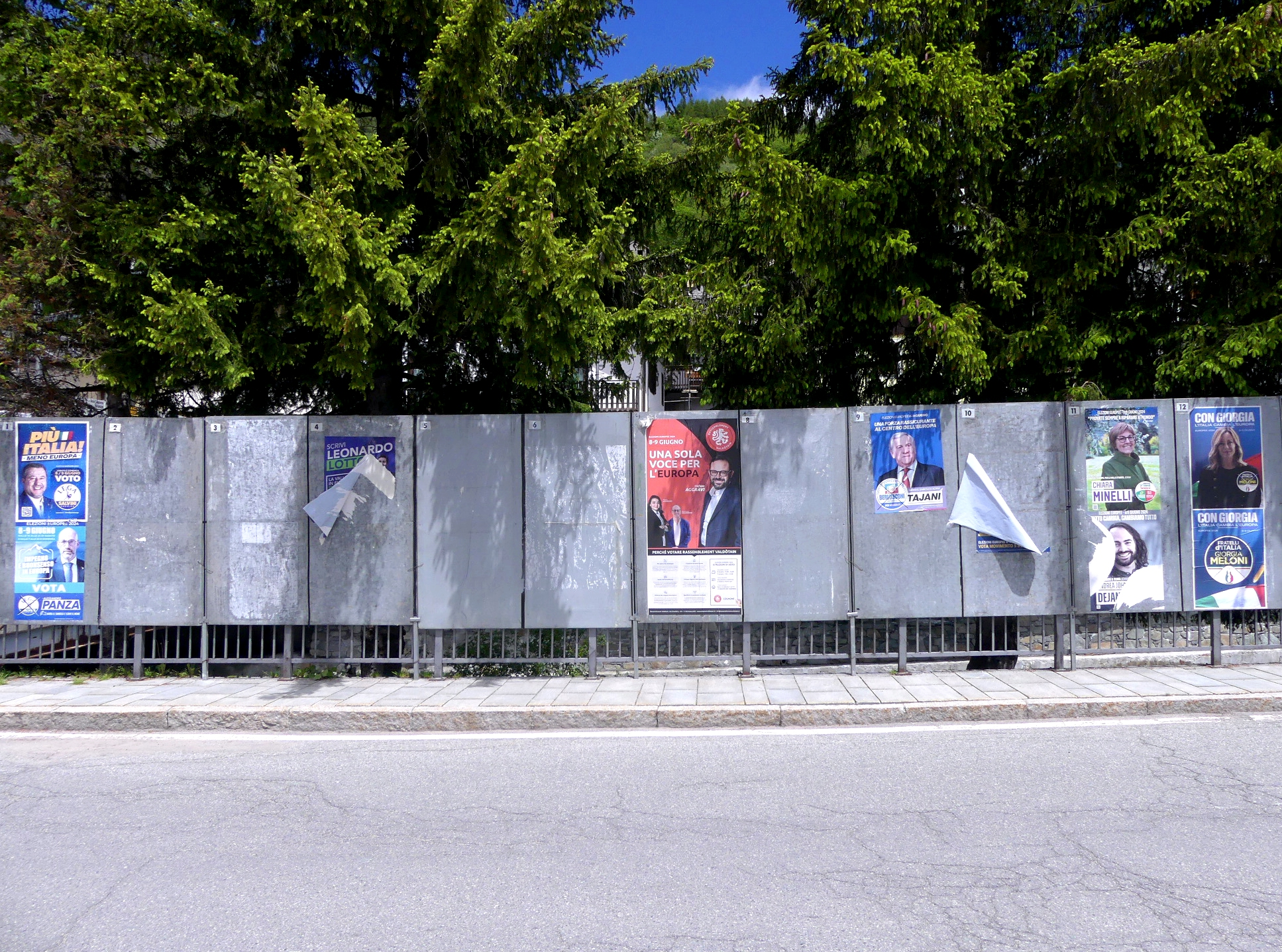
Manifesti elettorali

La campagna elettorale ufficiale è iniziata il 2 maggio 2024 ed è terminata il 7 giugno, alle ore 23.

### Programmi elettorali
| Lista | Lista                                                     | Programma                                    |
| ----- | --------------------------------------------------------- | -------------------------------------------- |
|       | Lega Salvini Premier (LSP)                                | "Più Italia, meno Europa"                    |
|       | Partito Democratico (PD)                                  | "L'Europa che vogliamo"                      |
|       | Forza Italia - Noi Moderati (FI-NM)                       | "Con noi al centro dell’Europa"              |
|       | Fratelli d'Italia (FdI)                                   | "Con Giorgia, l'Italia cambia l'Europa"      |
|       | Movimento 5 Stelle (M5S)                                  | "L'Italia che conta. Protagonisti in Europa" |
|       | Alleanza Verdi e Sinistra (AVS)                           | "Il coraggio di osare"                       |
|       | Azione - Siamo Europei (AZ-SE)                            | "La politica, sul serio."                    |
|       | Pace Terra Dignità (PTD)                                  | "Pace Terra Dignità"                         |
|       | Südtiroler Volkspartei (SVP)                              | N.D.                                         |
|       | Stati Uniti d'Europa (SUE)                                | "Stati Uniti d'Europa"                       |
|       | Alternativa Popolare (AP)                                 | "Manifesto per l'Europa"                     |
|       | Partito Animalista Italiano - Italexit per l'Italia (PAI) | "Creiamo un Terremoto a Bruxelles"           |
|       | Democrazia Sovrana Popolare (DSP)                         | "Democrazia Sovrana Popolare"                |
|       | Libertà (L)                                               | "Meno Europa, più Italia"                    |
|       | Rassemblement Valdôtain (RV)                              | "Rassemblement Valdôtain"                    |

### Dibattiti
Dal 22 al 26 aprile 2024 si sono tenuti i confronti organizzati da Rai Parlamento tra le forze politiche italiane presenti nel Parlamento nazionale e nel Parlamento europeo, trasmessi su Rai 2. Dal 20 al 28 maggio si sono tenuti i confronti organizzati da Rai Parlamento tra le liste presentatesi in tutte le cinque circoscrizioni.
| Data      | Organizzatori          | P Presente NI Non invitata A Assente invitata | P Presente NI Non invitata A Assente invitata | P Presente NI Non invitata A Assente invitata | P Presente NI Non invitata A Assente invitata | P Presente NI Non invitata A Assente invitata | P Presente NI Non invitata A Assente invitata | P Presente NI Non invitata A Assente invitata | P Presente NI Non invitata A Assente invitata | P Presente NI Non invitata A Assente invitata | P Presente NI Non invitata A Assente invitata | P Presente NI Non invitata A Assente invitata | Fonti         |
| Data      | Organizzatori          | LSP                                           | PD                                            | FI                                            | FdI                                           | M5S                                           | AVS                                           | Az                                            | SUE                                           | PTD                                           | AP                                            | L                                             | Fonti         |
| --------- | ---------------------- | --------------------------------------------- | --------------------------------------------- | --------------------------------------------- | --------------------------------------------- | --------------------------------------------- | --------------------------------------------- | --------------------------------------------- | --------------------------------------------- | --------------------------------------------- | --------------------------------------------- | --------------------------------------------- | ------------- |
| 20 maggio | Rai Parlamento (Rai 3) | NI                                            | NI                                            | P Fazio                                       | NI                                            | NI                                            | NI                                            | NI                                            | P Tidei                                       | P Acerbo                                      | P Bandecchi                                   | NI                                            | [ 57 ] [ 58 ] |
| 21 maggio | Rai Parlamento (Rai 3) | NI                                            | P Zan                                         | NI                                            | P Donzelli                                    | NI                                            | P Grassadonia                                 | P Benzoni                                     | NI                                            | NI                                            | NI                                            | P Pirozzi                                     | [ 59 ] [ 60 ] |
| 24 maggio | Rai Parlamento (Rai 3) | P Bergamini                                   | NI                                            | NI                                            | NI                                            | P Pilo                                        | NI                                            | NI                                            | NI                                            | P Pedicini                                    | P Bandecchi                                   | NI                                            | [ 61 ]        |
| 27 maggio | Rai Parlamento (Rai 3) | P Gusmeroli                                   | NI                                            | NI                                            | P Filini                                      | NI                                            | NI                                            | P D'Amato                                     | P Taradash                                    | NI                                            | NI                                            | P Castelli                                    | [ 62 ] [ 63 ] |
| 28 maggio | Rai Parlamento (Rai 3) | NI                                            | P Furfaro                                     | P Nevi                                        | NI                                            | P Sibilio                                     | P Scuderi                                     | NI                                            | NI                                            | NI                                            | NI                                            | NI                                            | [ 64 ]        |

## Sondaggi

### Sondaggi aggregati sulle intenzioni di voto
Exit poll
| Fonte                    | Data aggiornamento | LSP ID | PD S&D | M5S NI | FI - NM PPE | FdI ECR | AVS Verdi/ALE-GUE/NGL | PTD GUE/NGL | SUE RE-S&D | DSP  | PAI - IpI | SVP PPE | AP PPE | Az RE   | L   | RV  | Altri | Distacco |
| ------------------------ | ------------------ | ------ | ------ | ------ | ----------- | ------- | --------------------- | ----------- | ---------- | ---- | --------- | ------- | ------ | ------- | --- | --- | ----- | -------- |
| Consorzio Opinio per Rai | 9 giugno 2024      | 8–10   | 21–25  | 10–14  | 8,5–10,5    | 26–30   | 5–7                   | 1–3         | 3,5–5,5    | –    | –         | –       | 0–1    | 2,5–4,5 | 0–2 | –   | 0–2   | 9–1      |
| Europe Elects            | 2 giugno 2024      | 9,0    | 20,8   | 15,6   | 8,6         | 26,9    | 4,4                   | 2,3         | 4,4        | 1,1  | 0,2       | 0,2     | 0,2    | 4,0     | 2,1 | 0,2 | –     | 6,1      |
| Cassandra                | 30 maggio 2024     | 8,5    | 20,5   | 15,5   | 8,5         | 26,5    | 4,0                   | 2,0         | 4,5        | 1,0  | –         | –       | –      | 4,0     | 2,0 | –   | 2,5   | 6,0      |
| YouTrend                 | 24 maggio 2024     | 8,7    | 21,0   | 15,9   | 8,5         | 27,2    | 4,3                   | 2,1         | 4,4        | –    | –         | –       | –      | 3,9     | 2,0 | –   | 2,0   | 6,2      |
| Politico Europe          | 23 maggio 2024     | 9,0    | 21,0   | 16,0   | 9,0         | 27,0    | 4,0                   | –           | 4,0        | –    | –         | –       | –      | 4,0     | –   | –   | 6,0   | 6,0      |
| Elezioni 2019            | Elezioni 2019      | 34,26  | 22,74  | 17,06  | 8,78        | 6,44    | 4,07                  | 4,07        | 3,11       | 0,88 | 0,60      | 0,53    | 0,43   | –       | –   | –   | 1,1   | 11,52    |

### Proiezioni aggregate sui seggi
| Fonte          | Data aggiornamento | LSP ID | PD S&D | M5S NI | FI - NM PPE | FdI ECR | AVS Verdi/ALE-GUE/NGL | PTD GUE/NGL | SUE RE-S&D | DSP | PAI - IpI | SVP PPE | AP PPE | Az RE | L | RV |
| -------------- | ------------------ | ------ | ------ | ------ | ----------- | ------- | --------------------- | ----------- | ---------- | --- | --------- | ------- | ------ | ----- | - | -- |
| Europe Elects  | 2 giugno 2024      | 7      | 17     | 14     | 6           | 23      | 4                     | –           | 4          | –   | –         | 1       | –      | –     | – | –  |
| Cassandra      | 30 maggio 2024     | 7      | 17     | 13     | 7           | 23      | –                     | –           | 4          | –   | –         | 1       | –      | –     | – | –  |
| election.de    | 30 maggio 2024     | 7      | 18     | 13     | 6           | 23      | 4                     | –           | 4          | –   | –         | 1       | –      | –     | – | –  |
| Der Föderalist | 22 aprile 2024     | 7      | 18     | 14     | 8           | 24      | –                     | –           | 4          | –   | –         | 1       | –      | –     | – | –  |
| Elezioni 2019  | Elezioni 2019      | 28     | 19     | 14     | 6           | 5       | –                     | –           | –          | –   | –         | 1       | –      | –     | – | –  |

## Affluenza
L'affluenza alle urne in Italia è stata del 49,68% (in calo rispetto al precedente 54,5% del 2019); sono così risultate le prime elezioni europee in Italia in cui la percentuale dei votanti si è attestata al di sotto del 50%. Nell'intera UE l'affluenza è stata del 51,08% (nel 2019 era stata del 50,66%).
L'affluenza è risultata più alta nei comuni in cui si sono tenute anche le elezioni amministrative e, nel caso del Piemonte, regionali (62,8%), rispetto a quelli in cui erano previste soltanto le europee (42,2%).
La circoscrizione nord-occidentale ha registrato la maggior affluenza (55,09%), mentre il dato peggiore è risultato quello della circoscrizione insulare (37,77%), che tuttavia è stata l'unica a registrare un aumento dei partecipanti al voto, in contro-tendenza rispetto alle altre aree. La regione con affluenza più alta è stata l'Umbria (60,81%), mentre la Sardegna ha registrato il dato più basso (36,89%).
| Circoscrizioni | Circoscrizioni | Circoscrizioni | Circoscrizioni        | Circoscrizioni | Circoscrizioni | Circoscrizioni | Circoscrizioni | Circoscrizioni | Circoscrizioni | Circoscrizioni | Circoscrizioni | Circoscrizioni | Circoscrizioni | Circoscrizioni |
| NORD-OVEST | NORD-OVEST     | NORD-OVEST     | NORD-EST              | NORD-EST       | NORD-EST       | CENTRO         | CENTRO         | CENTRO         | SUD            | SUD            | SUD            | ISOLE          | ISOLE          | ISOLE          |
| --- | -------------- | -------------- | --------------------- | -------------- | -------------- | -------------- | -------------- | -------------- | -------------- | -------------- | -------------- | -------------- | -------------- | -------------- |
| Liguria | 50,61          | 7,89           | Emilia-Romagna        | 59,02          | 8,28           | Lazio          | 46,64          | 6,68           | Abruzzo        | 47,10          | 5,51           | Sardegna       | 36,89          | 0,64           |
| Lombardia | 55,29          | 8,81           | Friuli-Venezia Giulia | 48,29          | 8,75           | Marche         | 54,56          | 7,58           | Basilicata     | 42,82          | 4,48           | Sicilia        | 38,00          | 0,49           |
| Piemonte | 56,62          | 8,05           | Trentino-Alto Adige   | 46,96          | 12,99          | Toscana        | 59,07          | 6,68           | Calabria       | 40,29          | 3,70           |                |                |                |
| Valle d'Aosta | 42,54          | 9,37           | Veneto                | 52,60          | 11,09          | Umbria         | 60,81          | 6,88           | Campania       | 44,00          | 3,61           |                |                |                |
| |                |                |                       |                |                |                |                |                | Molise         | 47,99          | 5,28           |                |                |                |
| Puglia | 43,61          | 6,23           |                       |                |                |                |                |                |                |                |                |                |                |                |
| Totale | 55,09          | 8,50           | Totale                | 53,96          | 9,98           | Totale         | 52,53          | 6,81           | Totale         | 43,72          | 4,60           | Totale         | 37,77          | 0,57           |
| Affluenza italiani residenti nell'Unione europea: 7,11% Totale in Italia: 49,69% Totale compresi residenti nell'Unione europea: 48,31% Fonte: Ministero dell'Interno, su elezioni.interno.gov.it. URL consultato il 15 luglio 2024. |                |                |                       |                |                |                |                |                |                |                |                |                |                |                |

## Risultati
| Liste                                                                    | Liste | Partito europeo                                                          | Gruppo                                                                   | Voti       | %      | Seggi   | Differenza | Differenza |
| Liste                                                                    | Liste | Partito europeo                                                          | Gruppo                                                                   | Voti       | %      | Seggi   | %          | Seggi      |
| ------------------------------------------------------------------------ | --- | ------------------------------------------------------------------------ | ------------------------------------------------------------------------ | ---------- | ------ | ------- | ---------- | ---------- |
|                                                                          | Fratelli d'Italia (FdI) | ECR                                                                      | ECR                                                                      | 6 733 906  | 28,76% | 24      | 22,32      | 18         |
|                                                                          | Partito Democratico (PD) | PSE                                                                      | S&D                                                                      | 5 646 332  | 24,11% | 21      | 1,37       | 2          |
|                                                                          | Movimento 5 Stelle (M5S) | –                                                                        | GUE/NGL                                                                  | 2 336 251  | 9,98%  | 8       | 7,09       | 6          |
|                                                                          | Forza Italia - Noi Moderati (FI-NM) • Forza Italia (FI) • Noi Moderati (NM) | PPE • PPE • –                                                            | PPE • PPE • PPE                                                          | 2 244 678  | 9,59%  | 8 -     | 0,81       | 1          |
|                                                                          | Lega Salvini Premier (LSP) | ID                                                                       | PfE                                                                      | 2 100 658  | 8,97%  | 8       | 25,28      | 21         |
|                                                                          | Alleanza Verdi e Sinistra (AVS) • Europa Verde (EV) • Sinistra Italiana (SI) • Indipendenti (IND) | – • PVE • SE (obs)/OIP • –                                               | – • Verdi/ALE • GUE/NGL • Verdi/ALE                                      | 1 588 168  | 6,78%  | 6 3 2 1 | Nuovo      | Nuovo      |
|                                                                          | Stati Uniti d'Europa (SUE) • Italia Viva (IV) • +Europa (+E) • Partito Socialista Italiano (PSI) • Radicali Italiani (RI) • Liberali Democratici Europei (LDE) • L'Italia C'è (IC'è) | – • PDE • ALDE • PSE • ALDE • ALDE • PDE                                 | –                                                                        | 883 914    | 3,77%  | –       | Nuovo      | Nuovo      |
|                                                                          | Azione - Siamo Europei (AZ-SE) • Azione (AZ) • NOS • Popolari Europeisti Riformatori (PER) • Partito Repubblicano Italiano (PRI) • Movimento Repubblicani Europei (MRE) • Associazione Socialista Liberale (ASL) • Democrazia Liberale (DL) • Piattaforma Civica Popolare Riformatrice (PCPR) • Team K (TK) | ALDE • ALDE • – • ALDE (as)                                              | –                                                                        | 785 710    | 3,36%  | –       | Nuovo      | Nuovo      |
|                                                                          | Pace Terra Dignità (PTD) • Partito della Rifondazione Comunista (PRC) • Movimento 24 Agosto - Equità Territoriale (M2A) • MERA25 Italia | - • SE • – • DiEM25                                                      | –                                                                        | 517 725    | 2,21%  | –       | Nuovo      | Nuovo      |
|                                                                          | Libertà (L) • Sud chiama Nord (ScN) • Grande Nord (GN) • Popolo Veneto (PV) • Partito Pensionati + Salute (PP+S) • Vita • Il Popolo della Famiglia (PdF) • altri | –                                                                        | –                                                                        | 285 766    | 1,22%  | –       | Nuovo      | Nuovo      |
|                                                                          | Südtiroler Volkspartei (SVP) • Südtiroler Volkspartei (SVP) • Partito Autonomista Trentino Tirolese (PATT) • Slovenska Skupnost (SSk) | PPE • PPE • PPE • –                                                      | PPE • PPE • –                                                            | 120 879    | 0,52%  | 1 –     | 0,01       | Stabile    |
|                                                                          | Alternativa Popolare (AP) | PPE                                                                      | –                                                                        | 91 395     | 0,39%  | –       | 0,04       | Stabile    |
|                                                                          | Democrazia Sovrana e Popolare (DSP) • Partito Comunista (PC) • Ancora Italia Sovrana e Popolare (AISP) | –                                                                        | –                                                                        | 36 223     | 0,15%  | –       | Nuovo      | Nuovo      |
|                                                                          | Partito Animalista Italiano - Italexit per l'Italia (PAI) • Partito Animalista Italiano (PAI) • Italexit per l'Italia (IpI) | APEU • APEU • –                                                          | –                                                                        | 29 525     | 0,13%  | –       | 0,47       | Stabile    |
|                                                                          | Rassemblement Valdôtain (RV) | –                                                                        | –                                                                        | 14 457     | 0,06%  | –       | Nuovo      | Nuovo      |
| Totale                                                                   | Totale | Totale                                                                   | Totale                                                                   | 23 415 587 | 100    | 76      |            |            |
| Schede bianche                                                           | Schede bianche | Schede bianche                                                           | Schede bianche                                                           | 546 807    |        |         |            |            |
| Schede nulle                                                             | Schede nulle | Schede nulle                                                             | Schede nulle                                                             | 774 735    |        |         |            |            |
| Schede contestate                                                        | Schede contestate | Schede contestate                                                        | Schede contestate                                                        | 3 035      |        |         |            |            |
| Votanti (affluenza: 49,69% in Italia; 48,31% compresi residenti nell'UE) | Votanti (affluenza: 49,69% in Italia; 48,31% compresi residenti nell'UE) | Votanti (affluenza: 49,69% in Italia; 48,31% compresi residenti nell'UE) | Votanti (affluenza: 49,69% in Italia; 48,31% compresi residenti nell'UE) | 24 738 501 |        |         |            |            |
| Elettori                                                                 | Elettori | Elettori                                                                 | Elettori                                                                 | 51 214 348 |        |         |            |            |
| Fonte: Ministero dell'Interno                                            | |                                                                          |                                                                          |            |        |         |            |            |

- Sinistra Italiana (2 seggi);
- Partito Democratico (21 seggi);
- Europa Verde (4 seggi);
- Movimento 5 Stelle (8 seggi);
- Forza Italia + Südtiroler Volkspartei (9 seggi);
- Lega per Salvini Premier (8 seggi);
- Fratelli d'Italia (24 seggi).

Nella seconda immagine, i risultati delle elezioni europee del 2024 in Italia per gruppi politici (da sinistra a destra): 
- GUE/NGL (M5S+SI, 10 seggi);
- S&D (PD, 21 seggi);
- Verdi/ALE (EV, 4 seggi);
- PPE (FI+SVP, 9 seggi);
- ECR (FdI, 24 seggi);
- PfE (LSP, 8 seggi).

### Europarlamentari eletti
I membri italiani del Parlamento europeo della X legislatura sono 76.

Risultati delle elezioni per circoscrizione e provincia

### Distribuzione del voto per circoscrizione
| Lista                                       | Circoscrizione | Circoscrizione | Circoscrizione | Circoscrizione | Circoscrizione | Italia |
| Lista                                       | Nord-Ovest     | Nord-Est       | Centro         | Sud            | Isole          | Italia |
| ------------------------------------------- | -------------- | -------------- | -------------- | -------------- | -------------- | ------ |
| Fratelli d'Italia                           | 30,90          | 31,91          | 31,05          | 23,58          | 21,25          | 28,81  |
| Partito Democratico                         | 23,05          | 25,77          | 26,60          | 24,32          | 16,73          | 24,09  |
| Movimento 5 Stelle                          | 6,73           | 5,71           | 9,47           | 16,84          | 16,24          | 9,99   |
| Forza Italia - Noi moderati                 | 9,38           | 7,02           | 7,01           | 10,76          | 20,33          | 9,61   |
| Lega Salvini Premier                        | 11,90          | 10,18          | 6,70           | 6,85           | 6,99           | 9,00   |
| Alleanza Verdi e Sinistra                   | 7,11           | 6,74           | 7,52           | 5,66           | 6,14           | 6,73   |
| Stati Uniti d'Europa                        | 3,77           | 3,05           | 3,99           | 4,92           | 2,15           | 3,76   |
| Azione - Siamo Europei                      | 3,78           | 3,79           | 3,10           | 3,32           | 1,47           | 3,35   |
| Pace Terra Dignità                          | 2,08           | 2,25           | 2,69           | 1,86           | 2,23           | 2,21   |
| Libertà                                     | 0,75           | 0,82           | 0,65           | 0,93           | 5,96           | 1,22   |
| Südtiroler Volkspartei                      | N.D.           | 2,43           | N.D.           | N.D.           | N.D.           | 0,52   |
| Fonte: Eligendo, su Ministero dell’Interno. |                |                |                |                |                |        |

### Esplicative
1. ↑  Rispetto a ID.
2. ↑  Legge 24 gennaio 1979, n. 18.
3. ↑  Legge 20 febbraio 2009, n. 10.
4. ↑  Legge 22 aprile 2014, n. 65.
5. ↑  La ripartizione dei seggi tra le circoscrizioni avviene secondo il metodo Hare-Niemeyer dei quozienti naturali e dei più alti resti. Tuttavia il particolare meccanismo di attribuzione dei seggi non garantisce che il numero di eletti in ogni circoscrizione sia pari ai seggi che teoricamente le sono attribuiti.
6. ↑  L'europarlamentare Giuliano Pisapia.
7. ↑  L'europarlamentare Matteo Gazzini, iscritto a Forza Italia ma registrato come indipendente.
8. ↑  L'europarlamentare Andrea Cozzolino.
9. ↑  L'europarlamentare Dino Giarrusso.
10. ↑  L'europarlamentare Marco Zullo.
11. ↑  Gli europarlamentari Ignazio Corrao, Rosa D'Amato e Piernicola Pedicini, quest'ultimo iscritto al Movimento 24 Agosto - Equità Territoriale ma registrato come indipendente.
12. ↑  Lega per Salvini Premier
13. ↑  Unione di Centro
14. ↑  Partito Democratico
15. ↑  Volt Italia
16. ↑  Europa Verde e Verdi del Sudtirolo/Alto Adige
17. ↑  Sinistra Italiana, come osservatore
18. ↑  Sinistra Italiana
19. ↑  Rifondazione Comunista
20. ↑  MERA25 Italia
21. 1 2 3 4  Presente solo nella circoscrizione Italia nord-orientale, collegata con Forza Italia.
22. ↑  +Europa, Radicali Italiani LibDem Europei
23. ↑  Italia Viva e L'Italia C'è
24. ↑  PSI
25. 1 2  Lista Il Popolo della Famiglia-Alternativa Popolare
26. 1 2 3  Presente solo nella circoscrizione Italia meridionale.
27. 1 2  Lista Partito Animalista Italiano
28. 1 2 3  Presente solo nella circoscrizione Italia centrale.
29. 1 2 3  Presente solo nella circoscrizione Italia nord-occidentale, collegata con Libertà.
30. ↑  Somma delle Liste Europa Verde e La Sinistra
31. ↑  Lista +Europa-Italia in Comune-PDE Italia
32. ↑  Lista Partito Comunista (Italia)
33. ↑  54,29% e  9,46% con l’aggiunta dei dati esteri.
34. ↑  52,77% e  11,35% con l’aggiunta dei dati esteri.
35. ↑  51,72% e  7,62% con l’aggiunta dei dati esteri.
36. ↑  42,09% e  6,23% con l’aggiunta dei dati esteri.
37. ↑  35,28% e  1,92% con l’aggiunta dei dati esteri.
38. ↑  Ottiene 1 seggio in quanto lista rappresentante una minoranza linguistica e collegata alla lista di Forza Italia, e avendo uno dei suoi candidati ottenuto almeno 50 000 voti.
39. ↑  Di cui, 19 giunte in contestazione giudiziaria.

### Bibliografiche
1. ↑   Europee, amministrative e regionale (Piemonte) 8-9 giugno 2024 - Votanti alle Europee in Italia, su elezioni.interno.gov.it, Ministero dell'Interno. URL consultato il 10 giugno 2024.
2. 1 2 3 4 5   Lorenzo Ruffino, L’ennesimo record negativo dell’affluenza al voto, su Pagella Politica, 10 giugno 2024. URL consultato il 10 giugno 2024.
3. 1 2 3 4   Astensione. In Italia l'affluenza più bassa nella storia repubblicana. Calo nell'Ue, su avvenire.it, Avvenire, 10 giugno 2024. URL consultato il 10 giugno 2024.
4. ↑   Le elezioni comunali insieme alle europee possono avvantaggiare i partiti al governo, su Pagella Politica, 28 maggio 2024.
5. ↑   Youtrend: Le elezioni amministrative influenzeranno le europee?, su x.com.
6. ↑   FAQ. Elezioni europee 2019, su interno.gov.it. URL consultato il 24 maggio 2019.
7. ↑  Legge 30 gennaio 1979, n. 18, articolo 25, in materia di "Elezione dei membri del Parlamento europeo spettanti all'Italia".
8. ↑  Decreto-legge 29 gennaio 2024, n. 7, articolo 1-ter, in materia di "Disposizioni urgenti per le consultazioni elettorali dell'anno 2024 e in materia di revisione delle anagrafi della popolazione residente e di determinazione della popolazione legale"
9. ↑   Elezioni europee, voto degli studenti fuori sede. Domande entro il 5 maggio, su interno.gov.it. URL consultato il 20 aprile 2024.
10. ↑   Europee 8-9 giugno 2024 - Deposito contrassegni: 21-22 aprile 2024, su elezionistorico.interno.gov.it, 21 aprile 2024 (archiviato dall'url originale il 9 maggio 2024).
11. ↑   Elezione dei membri del Parlamento europeo spettanti all'Italia 8-9 giugno 2024 Istruzioni per la presentazione e l'ammissione delle candidature (PDF), su dait.interno.gov.it, 29 marzo 2024.
12. ↑   Trasparenza - Elezioni europee 2024, su dait.interno.gov.it.
13. ↑   Prima i cristani! Lega e Udc siglano l'accordo per le europee, su huffingtonpost.it, 5 aprile 2024. URL consultato il 25 aprile 2024.
14. ↑   Abbruzzese, Bonfrisco e Cartaginese alle elezioni europee: terna dei candidati della Lega, su ilfaroonline.it, 19 aprile 2024. URL consultato il 25 aprile 2024.
15. ↑   Europee, Italia del Meridione punta su Santo Gagliardi, su lanuovacalabria.it, 5 maggio 2024.
16. ↑   Siglato l’accordo tra Lega e Pli, su opinione.it, 23 maggio 2024. URL consultato il 31 maggio 2024.
17. ↑   “Sud protagonista” aderisce a Lega: vincere Europee e regionali Campania, su askanews.it, 11 marzo 2024. URL consultato il 25 aprile 2024.
18. ↑   Elezioni europee. I candidati. Pd, il capolista a Nordest è il governatore dell'Emilia Romagna. I 4 veneti in corsa: Moretti tenta il bis e Zan si "duplica", su ilgazzettino.it, 22 aprile 2024. URL consultato il 25 aprile 2024.
19. ↑   Elezioni europee 8 e 9 giugno 2024, su democraziasolidale.it, 27 aprile 2024. URL consultato il 1º maggio 2024.
20. ↑   Nicola Campanile è candidato come indipendente nelle liste del Partito Democratico circoscrizione SUD. Persone e Comunità nel cuore dell’europa, su puntomagazine.it, 30 aprile 2024. URL consultato il 20 maggio 2024.
21. ↑   #TamajoinEuropa Edy Tamajo, su facebook.com, 17 aprile 2024. URL consultato il 25 aprile 2024.
22. ↑   Europee: Tajani, Riformatori sardi con FI, Cossa candidato, su ansa.it, 24 aprile 2024. URL consultato il 25 aprile 2024.
23. ↑   Maurizio Turco, Conversazione settimanale con Maurizio Turco, Segretario del Partito Radicale, Radio Radicale, 24 marzo 2024,  a 40 min 20 s. URL consultato il 25 aprile 2024.
24. ↑   Patto europeo fra Tajani e Brugnaro: Forza Italia arruola i sindaci civici, su corrieredelveneto.corriere.it, 8 aprile 2024. URL consultato il 25 aprile 2024.
25. ↑   Patto Mpa-Forza Italia rafforzato per le Europee, Lombardo: "Frutto del legame avuto con Berlusconi", su palermotoday.it, 16 aprile 2024. URL consultato il 25 aprile 2024.
26. ↑   Raffaele Lombardo e il Movimento per l'Autonomia: una nuova strategia politica per le Europee, su sudpress.it, 21 aprile 2024.
27. ↑   Dopo l'arresto di Toti l'annuncio di Cuffaro: alle Europee sosterrà il partito del governatore della Liguria. E farà votare per Dell’Utri, su ilfattoquotidiano.it, 8 maggio 2024. URL consultato l'8 maggio 2024.
28. ↑   Sgarbi si candida con Fratelli d'Italia alle elezioni Europee: «Scelta di Giorgia Meloni, ho una dote di voti», su ilmessaggero.it, 30 aprile 2024. URL consultato il 1º maggio 2025.
29. ↑   Gianfranco Rotondi [grotondi], L’ufficio di presidenza della 'Democrazia Cristiana con Rotondi' ha votato all'unanimità la proposta del presidente del partito di confermare l’intesa già collaudata alle elezioni politiche tra il partito e ‘Fdi’, con un pieno sostegno alle liste guidate da Giorgia Meloni. (Tweet), su X, 19 maggio 2024. URL consultato il 19 maggio 2024.
30. ↑   STEFANO CALDORO: “NOSTRA SCELTA COERENTE, QUELLA DI SOSTENERE GIORGIA MELONI E FRATELLI D’ITALIA”, su agendapolitica.it, 3 giugno 2024. URL consultato il 14 giugno 2024.
31. ↑   Per le prossime elezioni europee sosterrò Mariangela Danzi e Sean Sacco., su facebook.com, 12 maggio 2024. URL consultato il 31 maggio 2024.
32. ↑   I Verdi altoatesini vogliono tornare a Bruxelles con Foppa, su altoadige.it, 12 aprile 2024. URL consultato il 25 aprile 2024.
33. ↑   Europee, Avs candida il valdostano Andrea John Déjanaz, su ansa.it, 13 aprile 2024. URL consultato il 3 maggio 2024.
34. ↑   IL PARTITO DEL SUD ALLE ELEZIONI EUROPEE CON AVS (ALLEANZA VERDI SINISTRA ITALIANA), su partitodelsud.eu. URL consultato il 4 maggio 2024.
35. ↑   Europee, Rete civica e Verdi propongono Chiara Minelli, su ansa.it, 26 aprile 2024. URL consultato il 26 aprile 2024.
36. ↑   Poggiali entra in ‘Azione’: "Ecco perché mi candido", su ilrestodelcarlino.it, 4 maggio 2024. URL consultato il 4 maggio 2024.
37. ↑   CasaAutonomia, Team K e Azione. Alleanza per l'Europa, su rainews.it, 17 aprile 2024. URL consultato il 18 aprile 2024.
38. ↑   Intervista a Paolo Preti, segretario del PSDI, su lagiustizia.net, 21 maggio 2024. URL consultato il 7 giugno 2024.
39. ↑   Pace Terra Dignità, su dipendedanoi.it, 18 marzo 2024.
40. ↑   Europee 2024, Risorgimento Socialista vota Pace-Terra-Dignità, su risorgimentosocialista.it, 8 giugno 2024. URL consultato il 16 giugno 2024.
41. ↑   Vota Pace Terra Dignità, su facebook.com, 20 maggio 2024. URL consultato il 16 giugno 2024.
42. ↑   Elezioni europee. Chi sono i candidati trentini, su rainews.it, 1º maggio 2024. URL consultato il 2 maggio 2024.
43. ↑   La sindaca di San Floriano alle Europee, Franca Padovan nella lista del Svp, su ilgoriziano.it, 26 aprile 2024. URL consultato il 2 maggio 2024.
44. ↑   Da Cristina Guarda capolista di Alleanza Verdi Sinistra a Ferrari, da Ambrosi a Raffaelli, tutti i candidati del Nord Est per le Europee, su ildolomiti.it, 2 maggio 2024. URL consultato il 2 maggio 2024.
45. ↑   Europee, il ritorno di Sandra Mastella: «Ho detto sì a Renzi Sarò il simbolo della battaglia contro la malagiustizia», su napoli.corriere.it, 23 aprile 2024. URL consultato il 25 aprile 2024.
46. ↑   Per gli Stati Uniti d'Europa, su tarantobuonasera.it, 1º marzo 2024. URL consultato il 21 maggio 2024.
47. ↑   Alle elezioni europee dell'8 e 9 giugno il partito Socialdemocrazia SD sostiene la lista Stati Uniti d'Europa, su facebook.com, 29 maggio 2024. URL consultato il 31 maggio 2024.
48. ↑   La Dc di Angelo Sandri a sostegno di Libertà, su sud-chiamanord.it, 31 maggio 2024. URL consultato l'8 gennaio 2025.
49. ↑   Elezioni europee, depositato il listino di Rassemblement Valdotain, su aostasera.it, 30 aprile. URL consultato il 15 maggio 2024.
50. ↑   Trasparenza - Elezioni europee 8-9 giugno 2024 - Liste e Candidati, su dait.interno.gov.it. URL consultato il 1º giugno 2024.
51. ↑   Europee, sette candidati impresentabili per la commissione Antimafia. Ecco chi sono, su Il Sole 24 Ore, 28 maggio 2024. URL consultato il 24 giugno 2024.
52. 1 2   Gabriele Barbati, Elezioni europee, i candidati italiani "impresentabili" secondo la commissione antimafia: chi sono, su euronews, 31 maggio 2024. URL consultato il 24 giugno 2024.
53. ↑   Elezioni europee, la lista di tutti gli italiani eletti all’Europarlamento, partito per partito, su editorialedomani.it, Domani, 11 giugno 2024. URL consultato l'11 giugno 2024.
54. ↑   I partiti dovranno fare scelte dolorose per via delle candidature multiple, su Il Post, 12 giugno 2024. URL consultato il 12 giugno 2024.
55. ↑   EUROPEE_2024_Calendario_CONFRONTI_Fase_1 (PDF), su Rai Parlamento, 22 aprile 2024.
56. ↑   EUROPEE_2024_Calendario_CONFRONTI_Fase_2 (PDF), su Rai Parlamento, 20 maggio 2024.
57. ↑   Il "Confronto" del 20 maggio, su RaiNews, 20 maggio 2024.
58. ↑   ELEZIONI EUROPEE 2024 - Confronto del 20.05.24, su Rai.TV, 20 maggio 2024.
59. ↑   "Il confronto" del 21 maggio, su RaiNews, 21 maggio 2024.
60. ↑   ELEZIONI EUROPEE 2024 - Confronto del 21.05.24, su Rai.TV, 21 maggio 2024.
61. ↑   ELEZIONI EUROPEE 2024 - Confronto del 24.05.24, su Rai.TV, 24 maggio 2024.
62. ↑   "Il confronto" del 27 maggio, su RaiNews, 27 maggio 2024.
63. ↑   ELEZIONI EUROPEE 2024 - Confronto del 27.05.24, su Rai.TV, 27 maggio 2024.
64. ↑   ELEZIONI EUROPEE 2024 - Confronto del 28.05.24, su Rai.TV, 28 maggio 2024.
65. ↑  (EN) Turnout | 2024 European election results | European Parliament, su https://results.election.europa.eu/. URL consultato il 19 giugno 2024.